# 대한민국의 텔레비전 드라마 목록 (알파벳)
대한민국의 텔레비전 드라마 목록 (알파벳)에서는 알파벳으로 시작되는 제목의 대한민국의 드라마를 서술한다.

## E
- EXIT (드라마)

## J
- JTBC 드라마페스타

## K
- KBS 드라마 스페셜
- KBS TV 문학관
- K-팝 최강 서바이벌

## M
- M (드라마)

## R
- RNA (드라마)

## S
- SKY 캐슬
- SOS - 우리 학교를 구해줘

## T
- THE K2
- TV영화 러브스토리

## V
- VIP (드라마)

## W
- W (드라마)